# Dmitry Vladislavovich Yefremov
Bản mẫu:Eastern Slavic name
Dmitry Vladislavovich Yefremov (tiếng Nga: Дмитрий Владиславович Ефремов; sinh ngày 1 tháng 4 năm 1995) là một cầu thủ bóng đá người Nga hiện tại thi đấu cho CSKA Moskva.

## Sự nghiệp câu lạc bộ
Yefremov có màn ra mắt tại Russian Second Division cho Akademiya Tolyatti vào ngày 24 tháng 4 năm 2012 trong trận đấu với FC Gornyak Uchaly.
Anh ra mắt tại Giải bóng đá ngoại hạng Nga ra mắt cho CSKA Moskva vào ngày 9 tháng 3 năm 2013 trong trận đấu với F.K. Krylia Sovetov Samara.
Ngày 5 tháng 7 năm 2017, Yefremov về lại F.K. Orenburg theo một hợp đồng cho mượn dài hạn.

## Quốc tế
Yefremov ra mắt cho the Đội tuyển bóng đá quốc gia Nga vào ngày 31 tháng 3 năm 2015 trong trận giao hữu với Kazakhstan.

## Danh hiệu
CSKA Moskva
- Giải bóng đá ngoại hạng Nga (2): 2012–13, 2013–14
- Cúp quốc gia Nga (1): 2012–13
- Siêu cúp bóng đá Nga (1): 2013